# Аяччо (залив)
Ая́ччо (устар. Аяччио; фр. Golfe d'Ajaccio, корс. Golfu di Aiacciu) — залив западной части Средиземного моря, вдается на 18 км в западное побережье Южной Корсики, простираясь в устье примерно на 17 км: от мыса Муро на юге до островов Сангинер около мыса Парата на северо-западе. Среди заливов западного побережья Корсики, Аяччо — глубочайший и наиболее вдающийся в сушу, а также третий по ширине устья. На юго-западе залива множество бухт и гаваней: Какао, Портильоло, Кьявари, Оттиони, Медеа, Сент-Барб.
На северо-западе к вершине залива примыкает равнина Кампо-дель-Оро с дельтой рек Гравоне и Прунелли.
Крупнейшим населённым пунктом на побережье залива является одноимённый город, образующий агломерацию с населением более 100 тыс. человек.